# Ždralovi (Belovár)
Ždralovi falu Horvátországban Belovár-Bilogora megyében. Közigazgatásilag Belovár községhez tartozik.

## Fekvése
Belovár központjától légvonalban 4, közúton 5 km-re délkeletre Belovár és Prespa között, a Blatnik és Prespa-patakok völgye közötti magaslaton fekszik.

## Története
A település a horvát vidék egyik jellegzetes madartáról a daruról (horvátul ždral) kapta a nevét. 17. századtól népesült be, amikor a török által elpusztított, kihalt területre folyamatosan telepítették be a keresztény lakosságot. 1774-ben az első katonai felmérés térképén „Dorf Sdralevo” néven szerepel. A település katonai közigazgatás idején a szentgyörgyvári ezredhez tartozott. Lipszky János 1808-ban Budán kiadott repertóriumában „Sdralova” néven szerepel.  
Nagy Lajos 1829-ben kiadott művében „Sdralova” néven 43 házzal, 74 katolikus és 168 ortodox vallású lakossal találjuk.
A katonai közigazgatás megszüntetése után Magyar Királyságon belül Horvát-Szlavónország részeként, Belovár-Kőrös vármegye Belovári járásának része volt. 1857-ben 316, 1910-ben 713 lakosa volt. Az 1910-es népszámlálás szerint a falu lakosságának 45%-a horvát, 34%-a szerb, 13%-a cseh anyanyelvű volt. 1918-ban az új szerb-horvát-szlovén állam, majd később Jugoszlávia része lett. 1941 és 1945 között a németbarát Független Horvát Államhoz, majd a háború után a szocialista Jugoszláviához tartozott. Lakosságának száma a megyeszékhely közelségének köszönhetően különösen az 1960-as és 1990-es évek között fejlődött dinamikusan. 1991-től a független Horvátország része. 1991-ben lakosságának 79%-a horvát, 9%-a szerb nemzetiségű volt. 2011-ben a településnek 1.423 lakosa volt.

## Lakossága
| Lakosság változása | Lakosság változása | Lakosság változása | Lakosság változása | Lakosság változása | Lakosság változása | Lakosság változása | Lakosság változása | Lakosság változása | Lakosság változása | Lakosság változása | Lakosság változása | Lakosság változása | Lakosság változása | Lakosság változása | Lakosság változása |
| ------------------ | ------------------ | ------------------ | ------------------ | ------------------ | ------------------ | ------------------ | ------------------ | ------------------ | ------------------ | ------------------ | ------------------ | ------------------ | ------------------ | ------------------ | ------------------ |
| 1857               | 1869               | 1880               | 1890               | 1900               | 1910               | 1921               | 1931               | 1948               | 1953               | 1961               | 1971               | 1981               | 1991               | 2001               | 2011               |
| 316                | 362                | 396                | 551                | 649                | 713                | 659                | 742                | 853                | 841                | 861                | 1.012              | 1.277              | 1.525              | 1.498              | 1.423              |

## Sport
Az NK Mladost Ždralovi a horvát nemzeti liga 3. osztálynak keleti csoportjában szerepel.